# 噶倫赤巴
噶倫赤巴（藏語：བཀའ་བློན་ཁྲི་པ་，威利转写：bka' blon khri pa，THL：Kalön Tripa），西藏噶廈首席噶倫，地位在達賴喇嘛之下，負責實際的行政事務，地位相當於君主立憲國家的首相；於2012年9月20日被藏人行政中央廢止並改制為西藏司政。

## 词语释意
赤巴，藏语“法台”之意。历史上，噶倫赤巴地位僅次於達賴喇嘛，為一人之下萬人之上。西藏地方的日常行政事務，由噶倫擬定後呈送達賴喇嘛批准施行。
第十四世達賴喇嘛·丹增嘉措建立西藏流亡政府時，同樣保持噶倫赤巴職位。在2011年3月，第十四世達賴喇嘛·丹增嘉措宣布交出一切政治權力之后，噶倫赤巴成为西藏流亡政府的最高行政首長，西藏流亡政府的政教分離制度首度被建立起來。2012年9月20日，藏人行政中央安全部部長忠瓊歐珠在第15屆西藏人民議會第4次會議中提出修正案，經全體議員一致通過更改《西藏流亡憲章》第19條，將西藏政治領袖噶倫赤巴的職稱正式修訂為西藏司政（藏文「斯迥」、司政：Sikyong）。洛桑森格當選後，也成為最後一位保有噶倫赤巴稱號，以及第一位被稱為西藏司政的流亡藏人首長。